# Pherenice tristis
Genre
Espèce
Pherenice tristis, unique représentant du genre Pherenice, est une espèce d'araignées aranéomorphes de la famille des Araneidae.

## Distribution
Cette espèce est endémique du Cameroun.

## Publication originale
- Thorell, 1899 : Araneae Camerunenses (Africae occidentalis) quas anno 1891 collegerunt Cel. Dr Y. Sjöstedt aliique. Bihang till Kungliga Svenska Vetenskaps-Akademiens Handlingar, vol. 25, no 1, p. 1-105.